# Lommbock
Lommbock ist eine deutsche Filmkomödie aus dem Jahr 2017 von Christian Zübert. Der Film ist ein Nachfolger des 2001 erschienenen Films Lammbock – Alles in Handarbeit und ist wieder mit Lucas Gregorowicz und Moritz Bleibtreu in den Hauptrollen besetzt. Der Kinostart war am 23. März 2017.

## Handlung
Der Film spielt 15 Jahre nach den Ereignissen von Lammbock – Alles in Handarbeit. Stefan, der eigentlich in der Karibik eine Strandbar eröffnen wollte, hat mittlerweile als Rechtsanwalt Karriere gemacht und steht kurz davor, in Dubai die Geschäftsfrau Yasemin zu heiraten. Dafür braucht er nur noch seine Geburtsurkunde, die er sich in Deutschland abholen muss.
Der vermeintlich kurze Trip zurück in die Heimat wird jedoch verlängert, nachdem Stefan seinen alten Kumpel Kai trifft, mit dem er früher den Cannabis-Pizzalieferservice „Lammbock“ betrieben hat. Dieser hat den Lieferservice mittlerweile zu einem Asia-Lieferdienst namens „Lommbock“ (nach der indonesischen Insel Lombok) umfirmiert. Nachdem die beiden nun zusammen einen Joint rauchen, kehren sie zurück auf einen längst vergessen geglaubten Weg. Die Ehe von Kai scheint in die Brüche zu gehen. Sein Stiefsohn Jonathan steckt in der Pubertät und dealt mittlerweile im großen Stil mit Marihuana. Zurück in Dubai angekommen, soll Stefan den geplanten Drogentest machen. Mit Hilfe von Kai schafft er es, den Urintest mit einem Screeny Weeny (einer wasserdurchlässigen, an einen Wasserspendersack angeschlossenen Penisattrappe) zu manipulieren. Stefan gesteht Yasemin kurz vor der Hochzeit, dass er mit seiner Exfreundin Jenny geschlafen hat, worauf sie ihn schlägt und verlässt. Der Film endet damit, wie Stefan und Kai versuchen, in der Toilette am Flughafen von Dubai einen Joint zu rauchen und dabei die Rauchmelder zu überlisten.

## Produktion
Die Dreharbeiten begannen am 5. Juli 2016 in Würzburg und Umgebung, wo sie bis zum 18. August 2016 andauerten. In einem Online-Wettbewerb mit dem Titel Bock auf Lommbock wurden im Vorfeld 25 Komparsen und zwei Kandidaten mit Spezial-Rollen für den Film ausgewählt. Der Eingang zu Kais Wohnung wurde in der Landwehrstraße gedreht, das im Hintergrund zu sehende Lokal Kult existiert dort wirklich. Jennys unerträgliches Date wurde im Restaurant Enchilada in der Karmelitenstraße gedreht, das Rathaus Würzburg wurde als Drehort verwendet. Das Treffen mit Dar Salim findet im Stadtteil Heuchelhof statt, die Szene mit seiner Tochter spielt in Grombühl. Kais Sohn holt seine Graslieferung im Dencklerblock im Stadtteil Zellerau ab und versucht sie im Odeon (eine aus einem Café, Cabaret bzw. Theater und Kino hervorgegangene Bar (Odeon Lounge) in der Augustinerstraße 18) zu verkaufen. Die in Volkach spielenden Teile des Films wurden auf dem dortigen Sportplatz gedreht.
Nachdem zuerst geplant war, den Film teilweise direkt am Handlungsort in Dubai zu drehen, wurden die dort spielenden Szenen stattdessen in Marokko gedreht. Grund dafür waren die strikten Drogengesetze der Vereinigten Arabischen Emirate, die das Drehen eines Films über Drogenkonsum verbieten. So diente der Flughafen Marrakesch-Menara als Kulisse für die Ankunft in Dubai. Weitere Szenen wurden in Köln aufgezeichnet, beispielsweise die Ankunft im Flughafen Köln/Bonn und das erste Zusammentreffen von Kai und Stefan im Flughafenbahnhof Köln.